# Tiberiu Dolniceanu
Tiberiu Alexandru Dolniceanu (Iași, 3 de abril de 1988) es un deportista rumano que compite en esgrima, especialista en la modalidad de sable.
Participó en dos Juegos Olímpicos de Verano, obteniendo una medalla de plata en Londres 2012, en la prueba por equipos (junto con Rareș Dumitrescu, Florin Zalomir y Alexandru Sirițeanu), y el quinto lugar en Río de Janeiro 2016, en la prueba individual. En los Juegos Europeos de Bakú 2015 obtuvo dos medallas de plata, en las pruebas individual y por equipos.
Ganó siete medallas en el Campeonato Mundial de Esgrima entre los años 2009 y 2016, y tres medallas en el Campeonato Europeo de Esgrima entre los años 2012 y 2016.

## Palmarés internacional
| Juegos Olímpicos   | Juegos Olímpicos        | Juegos Olímpicos  | Juegos Olímpicos  |
| Año                | Lugar                   | Medalla           | Prueba            |
| ------------------ | ----------------------- | ----------------- | ----------------- |
| 2012               | Londres (Reino Unido)   | Medalla de plata  | Sable por equipos |
| Campeonato Mundial |                         |                   |                   |
| Año                | Lugar                   | Medalla           | Prueba            |
| 2009               | Antalya (Turquía)       | Medalla de oro    | Sable por equipos |
| 2010               | París (Francia)         | Medalla de bronce | Sable por equipos |
| 2013               | Budapest (Hungría)      | Medalla de plata  | Sable por equipos |
| 2013               | Budapest (Hungría)      | Medalla de bronce | Sable individual  |
| 2014               | Kazán (Rusia)           | Medalla de bronce | Sable individual  |
| 2015               | Moscú (Rusia)           | Medalla de bronce | Sable individual  |
| 2016               | Río de Janeiro (Brasil) | Medalla de bronce | Sable por equipos |
| Juegos Europeos    |                         |                   |                   |
| Año                | Lugar                   | Medalla           | Prueba            |
| 2015               | Bakú (Azerbaiyán)       | Medalla de plata  | Sable individual  |
| 2015               | Bakú (Azerbaiyán)       | Medalla de plata  | Sable por equipos |
| Campeonato Europeo |                         |                   |                   |
| Año                | Lugar                   | Medalla           | Prueba            |
| 2012               | Legnano (Italia)        | Medalla de plata  | Sable por equipos |
| 2013               | Zagreb (Croacia)        | Medalla de oro    | Sable individual  |
| 2016               | Toruń (Polonia)         | Medalla de bronce | Sable por equipos |